# 布瑞特·迪爾
布瑞特·迪爾（Brett Dier，1990年2月14日—）是加拿大的一位演員。他最著名的作品是在鴉林鎮中飾演Luke Matheson，以及在處女情緣中飾演 Michael Cordero。迪爾出生在安大略省倫敦。